# 调查新闻学
调查新闻学，是西方新闻学派之一，1960年代诞生于美国。“水门事件”后，特别是《华盛顿邮报》两名记者伯恩斯坦和伍德·沃·德合著的《总统的全班人马》一书出版之后，在美国新闻界广为流行。
调查新闻学的拥护者把自己看作是1920年代“掏粪者”的信徒，从事调查性报道的记者有西摩·赫什、斯通、麦克·威廉斯和专栏作家杰克·安德森、汤姆·怀特赛德等人。他们力图揭发个人和团体的形形色色的营私舞弊，揭露各种违反法律和不道德想行为；而犯罪者千方百计设法掩盖自己的行为，逃避社会舆论的谴责。
调查性报道就是对被隐瞒的丑闻所进行的公开报道，往往涉及政府官员、政客、联合公司与政治团体的头目。新闻工作者在采写这类问题所使用的手段和方法与秘密警察进行调查的方法相似，这也就是新闻学中的这一流派被称为“调查新闻学”的缘故。美国已经有相当一大批介绍这一流派主要实践者的书籍，这些书籍探讨了调查新闻学的理论原理。